# Sonja Vasić
Sonja Vasić (nascuda Petrović ; en alfabet ciríl·lic serbi: Соња Петровић Васић; Belgrad, 18 de febrer de 1989) és una exjugadora professional de bàsquet femení sèrbia. Amb 1.88 m d'alçada, va jugar a la posició d'aler. Va representar la selecció femenina de bàsquet de Sèrbia.

## Carrera
Abans d'arribar a la WNBA, va jugar al Crvena zvezda, UB-Barça, Tango Bourges Basket i Spartak Moscow Region.
Vasić va ser membre de la selecció de bàsquet de Sèrbia a l'EuroBasket 2015 i a l'EuroBasket 2021 on va guanyar la medalla d'or, també es va classificar per als Jocs Olímpics de 2016, primer a la història per a l'equip sèrbi on va guanyar la medalla de bronze.
El juliol de 2019, Petrović es va casar amb Miloš Vasić, un remador serbi.